# 8 avril
Pour les articles homonymes, voir Huit-Avril.
8 mars 8 mai
Chronologies thématiques
- Croisades
- Ferroviaires
- Sports
- Disney
- Anarchisme
- Catholicisme

Abréviations / Voir aussi
- (° 1852) = né en 1852
- († 1885) = mort en 1885
- a.s. = calendrier julien
- n.s. = calendrier grégorien
- Calendrier
- Calendrier perpétuel
- Liste de calendriers
- Naissances du jour

Le 8 avril est le 98e jour, moins souvent le 99e, de l'année du calendrier grégorien ; il en reste ensuite 267.
Son équivalent était généralement le 19e jour du mois de germinal dans le calendrier républicain / révolutionnaire français, officiellement dénommé jour du radis.

## Événements

### IIIesiècle
- 217 : Caracalla est assassiné par Martialis (meurtre commandité par le préfet du prétoire Macrin).

### VIIesiècle
- 632 : Caribert II et son fils Chilpéric sont assassinés.

### IXesiècle
- 876 : les Abbassides écrasent les Saffarides à la bataille de Dayr al-'Aqul, sauvant Bagdad.

### XIIesiècle
- 1141 : Mathilde l'Emperesse est reconnue « dame d'Angleterre et de Normandie ».

### XIIIesiècle
- 1232 : début du siège de Kaifeng, pendant l'invasion mongole de la dynastie Jin.

### XVIesiècle
- 1513 : le conquistador espagnol Juan Ponce de León déclare la Floride propriété de l'Espagne.

### XVIIesiècle
- 1632 : Louis XIII achète la seigneurie de Versailles à Jean-François de Gondi, archevêque de Paris.

### XVIIIesiècle
- 1740 : combat pendant la guerre de l'oreille de Jenkins.

### XIXesiècle
- 1802 : promulgation du Concordat signé par Napoléon Bonaparte, premier consul, et le pape Pie VII.
- 1864 : victoire de Richard Taylor, à la bataille de Mansfield, pendant la guerre de Sécession.
- 1866 : signature de l'alliance italo-prussienne, qui mènera à la guerre austro-prussienne.

### XXesiècle
- 1904 : la France et le Royaume-Uni signent l'Entente cordiale.
- 1939 : le roi d'Albanie fuit l'invasion de son pays par l'Italie fasciste.
- 1943 : Otto et Elise Hampel, résistants allemands au nazisme, sont guillotinés.
- 1962 : les Français approuvent les accords d'Évian pour mettre fin à la guerre d'Algérie.
- 1970 : massacre de Bahr el-Baqar, raid de l'aviation israélienne sur un village égyptien.
- 1971 : le premier Congrès international des Roms a lieu à Londres.
- 1973 : fondation du parti du progrès norvégien.
- 1994 : inauguration du pont de l'amitié lao-thaïlandaise sur le Mékong.

### XXIesiècle
- 2004 :
  - un cessez-le-feu est signé à N'Djamena au Tchad lors de la guerre civile au Darfour.
  - Fermeture de la dernière mine de charbon française La Houve à Creutzwald.
- 2010 : Dmitri Medvedev et Barack Obama signent un nouveau traité START, qui concerne le désarmement nucléaire des deux plus grandes puissances mondiales, la fédération de Russie et les États-Unis.
- 2017 : huit caches d'armes dont l'ETA a donné l'emplacement aux autorités françaises sont investies par la police.
- 2018 : le parti du Fidesz-Union civique de Viktor Orbán remporte les élections législatives en Hongrie.
- 2020 : fin de l'Opération Colère de Bohama menée par l'armée tchadienne contre l'État islamique et contre Boko Haram sur les îles du lac Tchad en Afrique centrale[1],[2].
- 2022 : la présidente de la Commission européenne, Ursula von der Leyen s'est déplacée sur les lieux du massacre de Boutcha en Ukraine pour y exprimer la solidarité de l'Union européenne.

## Arts, culture et religion
- 1093 : la cathédrale de Winchester est dédicacée.
- 1341 : Pétrarque est couronné « prince des poètes » par le Sénat de Rome.
- 1378 : des cardinaux dissidents élisent Clément VII comme nouveau pape à Avignon entraînant de la sorte un Grand Schisme d'Occident.
- 1820 : le buste de la Vénus de Milo est mis au jour sur l'île de Milos en mer Égée.
- 1977 : sortie du 1er album The Clash du groupe punk rock éponyme.
- 2005 : enterrement du pape Jean-Paul II dans la crypte de la basilique Saint-Pierre de Rome au Vatican.

## Sciences et techniques
- 1911 : découverte de la supraconductivité par le physicien néerlandais Kamerlingh Onnes.
- 1960 : première tentative de détection de signaux d'une intelligence extraterrestre dans le cadre du projet Ozma.
- 2016 : la Maison de la Radio (Radio-France) propose au public d'écouter un son 3D pour la première fois[3].

- 2024 : une éclipse solaire (photo) est visible à travers le Mexique, les États-Unis et le Canada, avant de se terminer dans l'océan Atlantique[4].

## Économie et société
- 1579 : début d'une crue de la Bièvre dévastatrice par exemple pour le jardin de Nicolas Houël dans la nuit du 8 au 9 avril.
- 1946 : création d'EDF.
- 2007 : le Français Teddy Riner anniversé la veille devient le plus jeune champion d'Europe de judo de l'histoire[5].
- 2009 : le Vermont, État du Nord-Est des États-Unis légalise le mariage entre les conjoints de même sexe.
- 2015 : cyberattaque de TV5 Monde par des pirates informatiques se réclamant de l'organisation État islamique.
- 2023 : des exercices militaires chinois autour de Taïwan débutent par des « patrouilles de préparation au combat » et envoyent des dizaines d'avions de chasse ainsi que plusieurs navires de guerre vers Taïwan[6],[7],[8].
- 2025 : en République dominicaine, au moins 218 personnes meurent et plus de 150 sont blessées dans l’effondrement du toit d’une discothèque à Saint-Domingue[9].

## Naissances

### VIesiècleav. J.-C.
- 563 av. J.-C. (date parfois avancée, siècles contestés, dans leurs équivalents locaux et d'époque du calendrier grégorien : 623 av. J.-C. ?) : Siddhārtha Gautama (en sanskrit) / Siddhattha Gotama (en pāli) dit Shakyamuni (« sage des Śākyas ») ou  le Bouddha (« l’Éveillé »), ascète spirituel du nord de l'Inde près de l'actuel Népal, puis fondateur historique d'une communauté de moines errants qui donnera naissance au bouddhisme, le plus connu des différents bouddhas de l'Histoire du monde († c. 483 ou 543 av. J.-C.).

### XIVesiècle
- 1320 : Pierre Ier (de Portugal) dit Pierre le Justicier, roi de Portugal de 1357 à 1367 († 18 janvier 1367).
- 1336 : Tamerlan, guerrier turco-mongol, fondateur de la dynastie Timouride († 1405).

### XVesiècle
- 1431 : François de Montcorbier dit Villon, poète français de la fin du Moyen Âge, probablement né un 8 avril († v. 1463).

### XVIesiècle
- 1533 : Claudio Merulo, compositeur italien († 4 mai 1604).

### XVIIesiècle
- 1692 : Giuseppe Tartini, violoniste et compositeur italien († 26 février 1770).

### XVIIIesiècle
- 1761 : Guillaume-Joseph Chaminade, prêtre français, fondateur de la Société de Marie (Marianistes) († 22 janvier 1850).
- 1793 : Karl Ludwig Hencke, astronome amateur allemand († 21 septembre 1866).

### XIXesiècle
- 1810 : Hégésippe Moreau (Pierre-Jacques Roulliot dit), écrivain, poète et journaliste français († 20 décembre 1838).
- 1815 : Andrew Graham, astronome irlandais († 5 novembre 1908).
- 1818 : Christian IX, roi de Danemark de 1863 à 1906 († 29 janvier 1906).
- 1859 : Stanisław Wolski, peintre polonais († 2 mai 1894).
- 1864 : Chaufea Veang Thiounn, ministre du palais cambodgien († septembre 1946).
- 1869 : Charles-Joseph-Henri Binet, cardinal français, archevêque de Besançon de 1927 à 1936 († 15 juillet 1936).
- 1875 : Albert Ier, roi des Belges de 1909 à 1934 († 17 février 1934).
- 1876 : Augusto Alvaro da Silva, cardinal brésilien († 14 août 1968).
- 1889 : Adrian Boult, chef d’orchestre britannique († 22 février 1983).
- 1892 :
  - Richard Neutra, architecte américain († 16 avril 1970).
  - Mary Pickford, actrice américaine († 29 mai 1979).
- 1896 : Edgar Yipsel Harburg, parolier américain († 5 mars 1981).

### XXesiècle
- 1901 : Jean Prouvé, architecte et designer français († 23 mars 1984).
- 1903 : Julie Vlasto, joueuse de tennis française d'origine grecque, médaillée olympique († 2 mars 1985).
- 1904 : Yves Congar, cardinal, dominicain et théologien français († 22 juin 1995).
- 1906 : Raoul Jobin, ténor québécois († 13 janvier 1974).
- 1909 : John Fante, romancier, essayiste et scénariste américain († 8 mai 1983).
- 1910 : Josette Clotis, écrivaine et journaliste française († 12 novembre 1944).
- 1911 : 
  - Melvin Calvin, chimiste américain, prix Nobel de chimie 1961 († 8 janvier 1997).
  - Emil Cioran, philosophe roumain († 20 juin 1995).
- 1912 :
  - Alois Brunner, officier SS autrichien devenu conseiller occulte du régime syrien des Assad (réputé mor† en Syrie en 2001).
  - Sonja Henie, patineuse artistique et actrice norvégienne († 12 octobre 1969).
- 1914 : María Félix, actrice mexicaine († 8 avril 2002).
- 1915 : Henri Gaberel, enseignant, poète et écrivain suisse († 19 janvier 1997).
- 1917 : Tadeusz Pietrzykowski, boxeur polonais († 17 avril 1991).
- 1918 : Elizabeth Ann « Betty » Ford, épouse de Gerald Ford, Première dame des États-Unis de 1974 à 1978 († 8 juillet 2011).
- 1919 : Ian Smith, homme politique rhodésien, Premier ministre de Rhodésie du Sud de 1964 à 1979 († 20 novembre 2007).
- 1920 :
  - Carmen McRae, chanteuse de jazz américaine († 10 novembre 1994).
  - Fred Moore, opticien français, compagnon de la Libération († 16 septembre 2017).
- 1921 : Franco Corelli, ténor italien († 29 octobre 2003).
- 1922 : Jean Vilnet, évêque catholique français, évêque de Lille de 1983 à 1998 († 23 janvier 2013).
- 1924 : Frédéric Back, réalisateur et scénariste québécois d'origine allemande († 24 décembre 2013).
- 1929 : Jacques Brel, chanteur et acteur belge († 9 octobre 1978).
- 1931 :
  - Christine Fabréga, actrice française († 11 juin 1988).
  - John Gavin (John Anthony Golenor dit), acteur américain († 9 février 2018).
  - Jack Le Goff, cavalier français, médaillé olympique († 24 juillet 2009).
  - Jaime Ostos Carmona, matador espagnol († 8 janvier 2022).
- 1932 : Jean-Paul Rappeneau, réalisateur et scénariste français.
- 1934 : Kisho Kurokawa (黒川紀章), architecte japonais († 12 octobre 2007).
- 1935 : 
  - Albert Bensoussan, écrivain, traducteur (hispanophone) et docteur français ès lettres.
  - Yvan Canuel, acteur québécois († 26 décembre 1999).
  - Nathan Wachtel, historien français.
- 1936 : Prodan Gardzhev, lutteur bulgare, champion olympique († 5 juillet 2003).
- 1938 :
  - Kofi Annan, diplomate ghanéen, secrétaire général des Nations unies, prix Nobel de la paix († 18 août 2018).
  - Omba Pene Djunga, homme politique congolais († 26 août 2022).
  - John Hamm, homme politique canadien, Premier ministre de la Nouvelle-Écosse de 1999 à 2006.
- 1940 : John Havlicek, joueur de basket-ball américain († 25 avril 2019).
- 1941 : Vivienne Westwood, styliste et femme d'affaires britannique anglaise († 29 décembre 2022).
- 1944 : Jean Benguigui, acteur français.
- 1946 : James Augustus « Catfish » Hunter, joueur de baseball professionnel américain († 9 septembre 1999).
- 1947 :
  - Stephen James « Steve » Howe, guitariste de rock britannique du groupe Yes.
  - Pascal Lamy, haut fonctionnaire et homme politique français, commissaire européen, directeur de l'OMC.
- 1950 : 
  - Jean-Pierre Pernaut, journaliste français († 2 mars 2022).
  - Grzegorz Lato, footballeur polonais.
- 1951 :
  - Juha Piironen, copilote de rallye et de rallye-raid finlandais.
  - Laurence Sémonin, comédienne et écrivaine française.
- 1953 : Oscar Ortiz, footballeur argentin.
- 1954 : Gary Carter, joueur de baseball américain († 16 février 2012).
- 1955 : 
  - Agostino Di Bartolomei, joueur de football italien († 30 mai 1994).
  - Barbara Kingsolver, écrivaine américaine.
- 1958 : Maarten Ducrot, cycliste sur route néerlandais.
- 1959 :
  - Alain Bondue, cycliste sur piste et sur route français.
  - Michael Hübner, cycliste sur piste et sur route est-allemand puis allemand.
  - Arto Javanainen, hockeyeur sur glace finlandais († 25 janvier 2011).
- 1960 :
  - Alexandre Debanne, animateur de télévision français.
  - John Schneider, acteur, scénariste, réalisateur, producteur et chanteur américain.
- 1961 :
  - Patrice Coquereau, acteur québécois.
  - Élise Guilbault, actrice québécoise.
- 1962 : Izzy Stradlin (Jeffrey Isbell), auteur, compositeur et interprète américain, 1er guitariste rythmique des Guns N' Roses.
- 1963 : 
  - Julian Lennon, auteur-compositeur-interprète multi-instrumentiste de rock et photographe britannique, 1er fils de John Lennon.
  - Jean-Pierre Treiber, assassin présumé de deux femmes.
- 1964 : 
  - Massimo Mariotti, joueur de rink hockey puis entraîneur italien.
  - Andrew Maynard, boxeur américain, champion olympique.
- 1965 :
  - Steven Blaney, homme politique canadien.
  - Michael Jones, joueur de rugby puis entraîneur néo-zélandais et samoan.
- 1966 :
  - Belle du Berry (Bénédicte Grimault), comédienne et auteure-compositrice chanteuse française de Paris Combo († 11 août 2020).
  - Litta Soheila Sohi, cavalière de dressage iranienne de 2014 à 2020.
  - Mark Blundell, pilote de F1 et de courses d'endurance anglais.
  - Melchor Mauri, cycliste sur route espagnol.
  - Robin Wright ex-Penn, actrice américaine.
- 1967 : Kate Barry, photographe britannique († 11 décembre 2013).
- 1968 :
  - Patricia Arquette, actrice américaine.
  - Patricia Girard, athlète de sprint et de haies française.
- 1971 : Valérie Bovard, reine de beauté Miss Suisse puis animatrice de télévision.
- 1972 : Piotr Świerczewski, footballeur polonais.
- 1973 : Riadh Bouazizi (رياض بوعزيزي), footballeur tunisien.
- 1974 : Christopher Scott « Chris » Kyle, militaire et tireur d'élite américain.
- 1976 : Sylvain Marconnet, joueur de rugby français.
- 1979 :
  - Mohamed Kader, footballeur togolais.
  - Alexi Laiho, chanteur et guitariste finlandais du groupe Children of Bodom et guitariste de Sinergy. († 29 décembre 2020).
- 1980 :
  - David Marrero, joueur de tennis espagnol.
  - Marion Montaigne, auteure de bande dessinée française.
  - Katee Sackhoff, actrice et productrice américaine.
- 1981 :
  - Frédérick Bousquet, nageur français.
  - Servane Escoffier, navigatrice française.
  - Taylor Kitsch, acteur et mannequin canadien.
- 1982 :
  - Tanja La Croix, mannequin et DJ suisse.
  - Austin Nichols, basketteur américain.
- 1984 : Ezra Koenig, meneur du groupe américain Vampire Weekend.
- 1985 :
  - Marie Marchand-Arvier, skieuse alpine française.
  - Taran Noah Smith (en), acteur américain.
- 1986 :
  - Felix Hernandez, joueur de baseball vénézuélien.
  - Natalia Ishchenko (Наталья Сергеевна Ищенко), nageuse russe de natation de synchronisée.
- 1987 : Jeremy Hellickson, joueur de baseball américain.
- 1988:
  - William Accambray, handballeur français.
  - Vivien Brisse, cycliste sur piste français.
  - Corey Fisher, basketteur américain.
- 1989 :
  - Camille Aubert, basketteuse française.
  - Steven Gray, basketteur américain.
  - Hitomi Takahashi (高橋 瞳), chanteuse japonaise.
- 1990 :
  - Theyab Awana (ذياب عوانة), footballeur émirati († 25 septembre 2011).
  - Tijana Krivačević, basketteuse hongroise.
  - Kim Jonghyun (김종현), chanteur du boy band sud-coréen Shinee († 18 décembre 2017).
- 1991 :
  - Diego Jussot, lutteur français.
  - Minami Takahashi (高橋みなみ), chanteuse japonaise.
- 1992 :
  - Marcos Delía, joueur argentin de basket-ball.
  - Jimmy Djimrabaye, basketteur centrafricain.
  - Taylor Lapilus, pratiquant français de MMA.
  - James Hilton McManus, joueur sud-africain de badminton.
  - Sergueï Oustiougov, fondeur russe.
- 1994 : Dario Šarić, basketteur croate.
- 1995 : Cedi Osman, basketteur turc.

## Décès

### IIIesiècle
- 217 : Caracalla, empereur romain « lyonnais » de 211 à sa mort (° 4 avril 188).

### VIIesiècle
- 622 : Shōtoku, prince et homme politique japonais (° 7 février 574).

### Xesiècle
- 956 : Gilbert de Chalon, duc de Bourgogne de 923 à 943 (° 956).

### XIIesiècle
- 1143 : Jean II Comnène, empereur byzantin de 1118 à 1143 (° 13 septembre 1088).

### XIVesiècle
- 1364 : Jean II le Bon, roi de France de 1350 à 1364 (° 16 avril 1319).

### XVesiècle
- 1461 : Georg von Purbach, mathématicien et astronome autrichien (° 30 mai 1423).
- 1492 : Laurent de Médicis (Lorenzo di Piero de' Medici) dit « le Magnifique », seigneur de Florence de 1469 à 1492 (° 1er janvier 1449).

### XVIIIesiècle
- 1735 : François II Rákóczi, prince de Hongrie et de Transylvanie (° 27 mars 1676).

### XIXesiècle
- 1835 : Wilhelm von Humboldt, linguiste, fonctionnaire, diplomate, et philosophe allemand (° 22 juin 1767).
- 1848 : Gaetano Donizetti, compositeur italien (° 29 novembre 1797).
- 1861 : Elisha Otis, inventeur américain de l'ascenseur (° 3 août 1811).
- 1886 : 
  - Ferdinand Heinrich Müller, historien, géographe allemand (° 2 mai 1805).
  - Frances Polidori, modèle italienne (° 27 avril 1800).
- 1898 : Georg Bühler, indianiste allemand, spécialiste des langues et du droit indiens (° 19 juillet 1837).

### XXesiècle
- 1909 : Helena Modjeska, actrice polonaise (° 12 octobre 1844).
- 1910 : « Lagartijo Chico » (Rafael Molina Martínez dit), matador espagnol (° 16 juillet 1880).
- 1914 : Hubertine Auclert, journaliste et militante féministe française (° 10 avril 1848)
- 1915 : Louis Pergaud, écrivain français (° 22 janvier 1882).
- 1931 : Erik Axel Karlfeldt, écrivain suédois, prix Nobel de littérature 1918 et 1931 (° 20 juillet 1864).
- 1936 : Robert Bárány, médecin autrichien, prix Nobel de médecine 1914 (° 22 avril 1876).
- 1972 : Suzan Rose Benedict, mathématicienne américaine (° 29 novembre 1873).
- 1943 : Harry Baur, acteur et comédien français, considéré comme l'un des plus grands de la première moitié du XXe siècle (° 12 avril 1880).
- 1950 :
  - Vaslav Nijinski (Вацлав Фомич Нижинский), danseur russe d'origine polonaise (° 12 mars 1890).
  - Marie Thérèse de Jésus (María Teresa González-Quevedo y Cadarso dite), carmélite espagnole (° 14 avril 1930).
- 1957 : Pedro Segura y Sáenz, cardinal espagnol, archevêque de Tolède de 1937 à 1957 (° 4 décembre 1880).
- 1958 : Gabriel Cabannes, avocat, écrivain et biographe français (° 10 octobre 1866).
- 1959 : Henri-Pierre Roché, écrivain et marchand d'art français (° 28 mai 1879).
- 1962 : Juan Belmonte, matador espagnol (° 14 avril 1892).
- 1965 : Lars Hanson, acteur suédois (° 26 juillet 1886).
- 1973 : Pablo Picasso, peintre espagnol (° 25 octobre 1881).
- 1974 : James McGuigan, prélat canadien de l’Église catholique romaine (° 26 novembre 1894).
- 1977 : Mehran Ghassemi (مهران قاسمی), journaliste iranien (° 9 janvier 2008).
- 1978 : Ford Frick, journaliste et gestionnaire sportif, président de la Ligue nationale de baseball de 1934 à 1951, et commissaire du baseball majeur de 1951 à 1965 (° 19 décembre 1894).
- 1981 : Omar Bradley, général américain (° 12 février 1893).
- 1984 : Piotr Leonidovitch Kapitsa (Пётр Леони́дович Капи́ца), physicien russe, prix Nobel de physique 1978 (° 9 juillet 1894).
- 1985 : John Frederick Coots, compositeur américain (° 2 mai 1897).
- 1986 : Yukiko Okada (Kayo Satō /佐藤 佳代 dite), chanteuse idole japonaise (° 22 août 1967).
- 1990 : Ryan White, jeune américain atteint de la maladie du sida qui devint un emblème national de lutte contre le virus du VIH après avoir été renvoyé de son école à cause de son infection (° 6 décembre 1971).
- 1991 : Per Yngve Ohlin, chanteur suédois de black metal des groupes Mayhem et Morbid (°16 janvier 1969).
- 1992 : Daniel Bovet, pharmacologue italien d'origine suisse, prix Nobel de médecine 1957 (° 23 mars 1907).
- 1993 : Marian Anderson, contralto américaine (° 27 février 1897).
- 1994 : François Rozet, acteur québécois d’origine française (° 25 mars 1899).
- 1996 : Ben Johnson, acteur américain (° 13 juin 1918).
- 1997 :
  - Edmond Buchet, éditeur, auteur et traducteur suisse (° 7 septembre 1907).
  - Albert Malouf, juge québécois (° 19 décembre 1916).
  - Laura Nyro, chanteuse, auteure et compositrice américaine (° 18 octobre 1947).
- 1998 :
  - Anatole Dauman, producteur de cinéma français (° 7 février 1925).
  - Lee Elias, auteur de bandes dessinées américain (° 21 mai 1920).
  - James Karnusian, pasteur, écrivain et militant politique arméno-suisse (° 1926).
  - René Pellos, auteur de bandes dessinées français (° 22 janvier 1900).
- 2000 :
  - Alfredo Alcala, auteur de bandes dessinées philippin (23 août 1925).
  - Claire Trevor, actrice américaine (° 8 mars 1910).

### XXIesiècle
- 2001 : Nello Lauredi, cycliste sur route italien puis français (° 5 octobre 1921).
- 2002 : María Félix, actrice mexicaine (° 8 avril 1914).
- 2003 : Neil Oliver « Bing » Russell, acteur et scénariste américain (° 5 mai 1926).
- 2005 : Yoshitarō Nomura, réalisateur, producteur et scénariste japonais (° 23 avril 1919).
- 2006 : Gerard Reve, écrivain néerlandais (° 14 décembre 1923).
- 2007 : Solomon « Sol » LeWitt, artiste américain (° 9 septembre 1928).
- 2008 : Stanley Kamel, acteur américain (° 1er janvier 1943).
- 2009 :
  - Jean Overton Fuller, écrivain britannique (° 7 mars 1915).
  - Ludo Dierickx, homme politique belge (° 10 août 1929).
  - Henri Meschonnic, théoricien du langage, essayiste, traducteur et poète français (° 18 septembre 1932).
- 2010 :
  - Guillaume Cecutti, footballeur français (° 20 octobre 1970).
  - Malcolm McLaren, homme d'affaires, musicien et agent artistique britannique, manager des Sex Pistols (° 22 janvier 1946).
  - Abel Muzorewa, évêque méthodiste et homme politique rhodésien puis zimbabwéen (° 14 avril 1925).
  - Jean-Paul Proust, haut fonctionnaire français (° 3 mars 1940).
  - Teddy Scholten, chanteuse néerlandaise (° 11 mai 1926).
  - Michel Turler, hockeyeur sur glace suisse (° 14 mai 1944).
- 2013 :
  - Annette Funicello, actrice et chanteuse américaine (° 22 octobre 1942).
  - Sara Montiel, actrice et chanteuse espagnole (° 10 mars 1928).
  - Margaret Thatcher, femme politique britannique, Première ministre de 1979 à 1990 (° 13 octobre 1925).
- 2014 : James Brian Hellwig, catcheur américain (° 16 juin 1959).
- 2017 : Gueorgui Gretchko, cosmonaute soviétique puis russe (° 25 mai 1931).
- 2018 : André Lerond, footballeur français (° 6 décembre 1930).
- 2020 :
  - L. Carl Brown, universitaire et professeur d'histoire américain (° 22 avril 1928).
  - John Downing, photojournaliste britannique (° 17 avril 1940).
  - Mort Drucker, dessinateur et caricaturiste américain (° 29 mars 1929).
  - Madeleine Fischer, actrice suisse (° 12 novembre 1935).
  - Bernard Juskiewicz, homme politique américain (° 6 avril 1943).
  - Lars-Eric Lundvall, hockeyeur sur glace suédois (° 3 avril 1934).
  - François Luc Macosso, homme politique congolais (° 18 octobre 1938).
  - Henri Madelin, prêtre catholique et théologien jésuite français (° 26 avril 1936).
  - Liliane Marchais (née Liliane Grelot), ouvrière militante puis dirigeante communiste française et épouse de l'ancien secrétaire général du P.C.F. Georges Marchais (° 24 août 1935).
  - David Méresse, footballeur français (° 16 février 1931).
  - Valeriu Muravschi, homme politique soviétique puis moldave (° 31 juillet 1949).
  - Norman I. Platnick, arachnologiste américain (° 30 décembre 1951).
  - Robert Poujade, homme politique français (° 6 mai 1928).
  - Larry Sherman, homme d'affaires américain (° non renseignée).
  - Pat Stapleton, hockeyeur sur glace canadien (° 4 juillet 1940).
  - Linda Tripp, lanceuse d'alerte et fonctionnaire américaine (° 24 novembre 1949).
- 2021 :
  - Phillip Adams, joueur de foot U.S. américain (° 20 juillet 1988).
  - Mitiku Belachew, chirurgien belge (° 11 juin 1942).
  - Michel Berson, homme politique français (° 21 avril 1945).
  - Jovan Divjak, général serbe et bosnien lors de la guerre de Bosnie-Herzégovine, défenseur pacifiste de Sarajevo et de sa multi-ethnicité contre une majorité de ses pairs serbes yougoslaves lors de cette guerre civile et d'éclatement (° 11 mars 1937).
  - Robert Ducard, coureur cycliste français (° 29 mai 1932).
  - Conn Findlay, rameur d'aviron et skipper américain (° 24 avril 1930).
  - Miklós Hajdufy, scénariste et réalisateur pour la télévision hongroise (° 25 avril 1932).
- 2022 : 
  - Massimo Cristaldi, producteur de cinéma italien (° 23 mars 1956).
  - Henri Depireux, footballeur puis entraîneur belge  (° 1er février 1944).
  - Stelio Fenzo, dessinateur et scénariste de bande dessinée italien (° 3 septembre 1932).
  - Mimi Reinhardt (née Carmen Koppel), secrétaire autrichienne d'Oskar Schindler, ayant dactylographié sa fameuse liste (° 15 janvier 1915).
  - Benoît Tremsal, artiste plasticien franco-allemand (° 1er janvier 1952).
- 2023 :
  - Djene Kaba Condé, femme politique guinéenne (° 23 février 1960).
  - Michael Lerner, acteur américain (° 22 juin 1941).
  - Kenneth McAlpine, pilote automobile britannique (° 21 septembre 1920).
  - Valérie Oka, artiste et designer ivoirienne (° 22 janvier 1967).
  - Otto Thomas Solbrig, écologue et biologiste de l’évolution argentin (° 21 décembre 1930).
- 2024 : 
  - Michel Angot, philologue indianiste français (° 15 mars 1949).
  - José Antonio Ardanza, homme politique espagnol (° 10 juin 1941).
  - André Boniface, joueur international de rugby à XV français (° 14 août 1934).
  - Jaak Gabriëls, homme politique belge (° 22 septembre 1943).
  - El Globos, dessinateur français (° 1er mars 1964).
  - Peter Higgs, physicien britannique (° 29 mai 1929).
  - Nicolas Holveck, dirigeant de football français (° 5 juin 1971).
  - Mamadou Koné, homme politique ivoirien (° 18 septembre 1952).
  - Christiane Scrivener, femme politique française (° 1er septembre 1925).
  - Susan Stultz, femme d'affaires et une femme politique canadienne (° 1952).
  - Alexey Tsatevitch, coureur cycliste professionnel russe (° 5 juillet 1989).
- 2025 :
  - Cathy Bernheim, écrivaine et journaliste française (° 10 avril 1946).
  - Octavio Dotel, joueur de baseball dominicain (° 25 novembre 1973).
  - Svetlana Guérassimenko, astronome soviétique puis tadjike (° 23 février 1945).
  - Manga, footballeur brésilien (° 26 avril 1937).
  - Dominique Pasquier, sociologue française (° 26 décembre 1952).

## Célébrations

### Internationale
- Journée internationale des Roms[10].

### Nationales
- Japon : anniversaire de la naissance du Bouddha Gautama (comme ci-avant au VIe siècle avant notre ère) et fête des fleurs (Hana matsuri ou Kanbutsu-e, en japonais transcrit) sans être un jour férié ;
- empire d'Angyalistan en micro-francophonie : jour des souverains.

### Religieuses
- Bahaïsme : dix-neuvième jour du mois de la splendeur, bahá' / بهاء, dans le calendrier badí‘.
- Catholicisme voire autre(s) christianisme(s) : date possible pour le « recalage » de la fête chrétienne de la commémoration de l'Annonciation, normalement datée chaque 25 mars sauf si ce dernier tombe un dimanche ou / et pendant la semaine sainte comme en 2012 (de même lors du 9 avril de 2013 par exemple[11], voir aussi la veille 7 avril -julien ?- en orthodoxie).

#### Saints des Églises chrétiennes

##### Saints catholiques et orthodoxes du jour
Référencés ci-après in fine,, :
- Agabus († Ier siècle), prophète.
- Amance de Côme (it) († 449), 4e évêque de Côme.
- Concesse († ?), martyre à Carthage.
- Denys d'Alexandrie († 265), évêque d'Alexandrie, père de l'Église.
- Denys de Corinthe († 180), évêque de Corinthe.
- Hérodion de Patras († Ier siècle), Asyncrite et Phlégon, disciples de saint Paul de Tarse.
- Redempt († 586), évêque de Ferentino.
- Timothée, Diogène, Macaire et Maxime († 345), martyrs à Antioche.

##### Saints et bienheureux catholiques du jour
Référencés plus bas :
- Auguste Czartoryski († 1893), bienheureux prince polonais devenu religieux salésien.
- Augustin Jeong Yak-jong (en) († 1801), père de famille, catéchiste et martyr à Séoul.
- Clément d'Osimo († 1291), bienheureux religieux italien supérieur général des ermites de saint-Augustin.
- Constance de Hohenstaufen († 1302), bienheureuse reine d'Aragon.
- Dominique du Saint Sacrement († 1927), bienheureux religieux trinitaire espagnol.
- Gauthier de Pontoise († 1099), 1er abbé connu de l'abbaye Saint-Martin de Pontoise.
- Julie Billiart († 1816), religieuse française fondatrice des sœurs de Notre-Dame de Namur.
- Julien de Saint-Augustin (ca) († 1606), bienheureux religieux franciscain espagnol.
- Martin de Gênes († 1342), ermite à Pegli.

##### Saint orthodoxe
- Jean le Navigateur († 1669), martyr.
- Niphont de Novgorod († 1156), évêque.
- Rufe l'Anachorète (XIVe siècle), anachorète de la laure des Grottes de Kiev (aux dates éventuellement "juliennes" / orientales)[13].

### Prénoms du jour
Bonne fête aux Julie et ses variantes : Giulia, Julia, Julina, Juline, July, Julya, Julyna, Julyne, Marie-Julie, Marie-Ju, etc.,
- quatre jours avant les 12 avril des Jules et leurs variantes (voir aussi les 10 décembre, et les Juliette et leurs variantes des 30 juillet).

Et aussi aux :
- Constance et ses variantes : Constancia, Constanza et Costanza ;
- aux Devan,
- Gauthier et ses variantes ou dérivés : Gaultier, Gautier, G(u)alterio, G(u)altiero (Galtié, Galtier), Walde, Walt, Walter, Walther sinon Wout(h)er ni Gont(h)ier.

## Traditions et superstitions

### Dictons
- « À la saint-Gautier, jamais le jour entier ne passe sans quelques giboulées. »[15]
- « Le huit avril, le coucou le dit. »[16]

### Astrologie
- Signe du zodiaque : 19e jour du signe astrologique du Bélier.